# Finhaut
Finhaut és un municipi suís del cantó del Valais, situat al districte de Saint-Maurice.

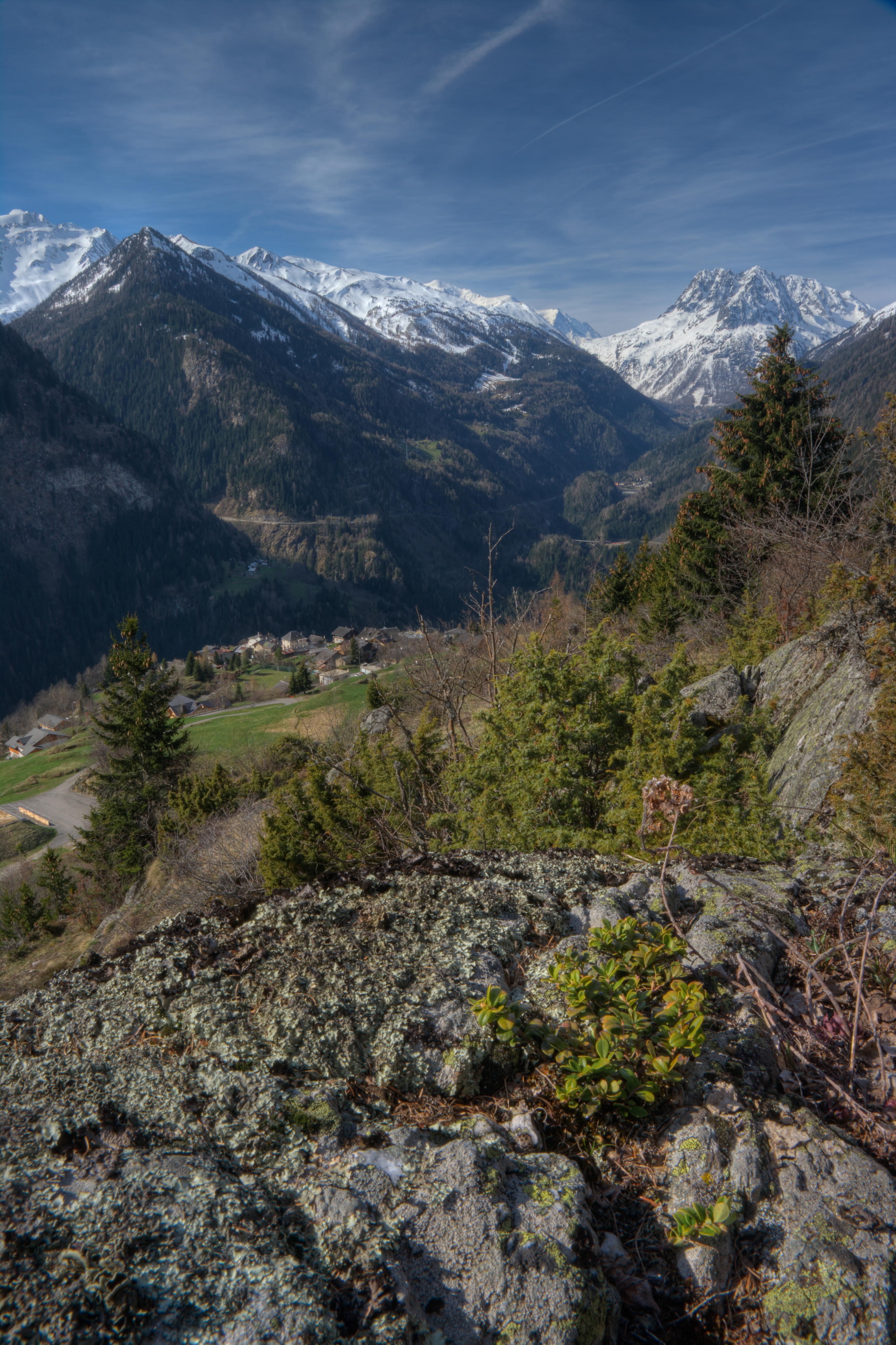
Vista de Finhaut